# Demetrios (Kyrene)
Demetrios der Schöne (altgriechisch Δημήτριος ὁ Καλός Dēmḗtrios ho Kalós; † 249/248 v. Chr.) war ein König von Kyrene.
Demetrios war ein Sohn des Demetrios Poliorketes und der Ptolemais, Tochter des Ptolemaios I. von Ägypten. Sein älterer Halbbruder war Antigonos Gonatas. Seine erste Ehefrau war Olympias, Tochter des Polykleitos von Larisa (dessen genaue Identifizierung unklar ist), und Antigonos Doson wie vermutlich auch Echekrates (Vater des Antigonos) waren ihre gemeinsamen Söhne.
Nach dem Tod des Magas, um 250 v. Chr., stand die Wiedervereinigung Kyrenes mit den Ptolemäerreich bevor. Gegen eine Wiedervereinigung opponierte jedoch Apame, die Witwe des Magas und Tochter des Seleukidenkönigs Antiochos’ I., da damit der Zweck ihrer eigenen Ehe zunichtegemacht würde. Sie löste die Verlobung ihrer Tochter Berenike mit Ptolemaios III., rief Demetrios den Schönen herbei und bot diesem die Hand ihrer Tochter. Demetrios kam und konnte mit Hilfe jener Partei, die die Politik und Regierungsform der letzten Jahrzehnte fortsetzen wollte, nicht nur die Stadt Kyrene, sondern auch das dazugehörige libysche Gebiet in die Hand bekommen (250 v. Chr.).
Berenike aber nahm die Zurücksetzung nicht hin, sondern stellte sich an die Spitze einer oppositionellen Gruppe und ließ Demetrios im Schlafzimmer seiner künftigen Schwiegermutter, wo man ihn ertappt hatte, umbringen.